# Generacija Zed
Generacija Zed — сербская звукозаписывающая компания, основанная в 2019 году Милошем Стойковичем (более известным как Henny), Релей Путниковичем (более известным как Relja Torinno) и Давидом Ливаей (более известным как Лимени). Ориентирована на работу с молодыми артистами, представляющими так называемое «поколение Z» (родившимися после 1997 года).

## История
Плодотворное сотрудничество трёх сербских рэп-исполнителей (Henny, Relja Torinno и Лимени) привело к тому, что в феврале 2019 года они открыли студию звукозаписи в Цераке (пригород Белграда) для того, чтобы совместно создавать песни для других музыкантов. Первоначально студия располагалась в гараже.
Одним из первых проектов компании стало создание песен «Аритмије» и «Катаклизма» для ютубера и певца Gasttozz’a, а также альбома «Привођен, осуђиван?» (2019) и клипа «OG Kush» (2019) для дуэта Relja Torinno и Лаки Соса. К Generacija Zed вскоре стали присоединяться и другие музыканты, в том числе Voyage, Кобрица, Nucci, Бресквица, и летом 2019 года компания добилась первых серьёзных финансовых успехов.
Пандемия коронавируса привела к приостановке выступлений музыкантов в начале 2020 года, но Generacija Zed продолжила работу над созданием песен. Из удачных проектов этого периода стоит отметить сингл Henny «Seti Me Se», а также серию песен дуэта Voyage и Бресквица, таких как «Буди ту», «C’est La Vie», «Дам», «Безимена» и «Анђеле», каждая из которых набрала свыше 10 миллионов просмотров на YouTube («Буди ту» — свыше 30 миллионов).
В 2020 году к Generacija Zed присоединился Марко Попов. В 2020 и 2021 году он выпустил на лейбле компании 9 песен, среди которых был и дуэт с Nucci.
В начале 2021 года к Generacija Zed присоединилась Зера, которая на тот момент жила в Вене и размещала в Instagram каверы на сербские песни. Свою первую песню на лейбле Generation Zed («До зоре») Зера выпустила в феврале 2021-го. Песня получила оглушительный коммерческий успех, а клип на неё набрал более 20 миллионов просмотров на YouTube. До конца года Зера выпустила еще два сингла на Generacija Zed, однако повторить успех «До зоре» они не смогли.
В 2022 году в компанию в качестве одного из продюсеров вошёл Иван Джурджевич, также известный как Jhinsen.
Число подписчиков YouTube-канала Generacija Zed приближается к 900 000, а суммарные просмотры превысили цифру в 1 миллиард. Самым просматриваемым видео остаётся клип на песню Nucci «Vroom» (свыше 50 миллионов просмотров).

## Список артистов
- Henny
- Relja Torinno
- Лимени
- Nucci
- Попов
- Бресквица
- Voyage
- Зера
- Поповска[серб.]
- Кобрица
- Дерос
- Лаки Соса
- Леро